# 55 a.C.
Il 55 a.C. (LV a.C. in numeri romani) è un anno  del I secolo a.C.

## Eventi

### Per luogo

#### Impero romano
- Consoli romani: Marco Licinio Crasso e Gneus Pompeius Magnus.
- Guerra gallica
  - maggio — Giulio Cesare sconfigge un'armata costituita dalle tribù germaniche, e successivamente massacra la popolazione inerme, totalizzando 430.000 morti, in qualche luogo tra i fiumi Mosa e Reno.
  - giugno — Giulio Cesare attraversa il fiume Reno nei pressi dell'odierna città di Bonn.

#### Egitto
Aulo Gabinio rimette Tolomeo Aulete sul trono di Alessandria. Marco Antonio è comandante della cavalleria. Archelao (marito della regina Berenice IV) muore in battaglia ad Alessandria. Berenice viene giustiziata.

#### Isole britanniche
- 26 agosto —  Giulio Cesare dirige la prima invasione romana della Britannia, molto probabilmente una spedizione di esplorazione in armi, come risposta all'aiuto militare che i britanni fornirono ai loro alleati gallici. Inoltre sembra che abbiano accolto la richiesta di aiuto di Mandubracio, principe esiliato dei Trinovantes. A causa dell'inclemenza del tempo e delle rivolte in Gallia la spedizione ha scarso successo, ma il Senato romano decreta venti giorni di ringraziamenti agli dei in seguito all'incolume ritorno della spedizione alle sue basi in Gallia.

#### Partia
- Mitridate III del Ponto, pretendente al trono della Partia, sostenuto da Aulo Gabinio, governatore della Siria, viene sconfitto da Surena, generale dell'imperatore Orodes, nella battaglia di Seleucia.

### Per argomento

#### Architettura
- Costruzione del Teatro di Pompeo (primo teatro in muratura nella storia di Roma)

#### Astronomia
- Entrata del punto vernale (o punto equinoziale gamma) nella costellazione dei Pesci, inizio astrologico dell'Era dei Pesci

## Morti
- Archelao I di Comana, nobile e sacerdote
- Berenice IV, regina egizia
- Quinto Cecilio Metello Nepote minore, politico e militare romano
- Quinto Cecilio Metello Nepote, politico romano
- Quinto Cecilio Metello Cretico, politico romano
- Tigrane II, sovrano armeno